# 垂水 (上毛町)
垂水（たるみ）は福岡県築上郡上毛町の地名。
上毛町の実質的な中心部であり、一級河川山国川を隔てて、大分県中津市と市場橋で結ばれている。周辺は国道10号（中津バイパス）が東西に通り、上毛町役場などがある以外は田園地帯となっており住宅地は少ない。

## 周辺
- 上毛町立南吉富小学校
- 八坂神社
- 上毛町役場
- 国道10号
- 福岡県道・大分県道1号豊前万田線
- 福岡県道・大分県道16号吉富本耶馬渓線
- 山国川